# Peter IV. (Aragón)

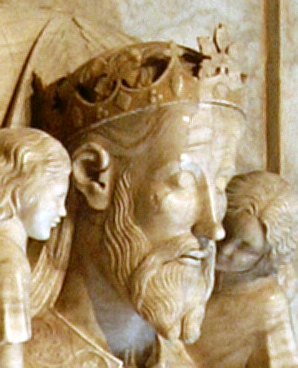
Peter IV. von Aragon, Detail seines Grabmals im Kloster Poblet

Peter IV. genannt der Feierliche, auf Katalanisch Pere el Cerimoniós, auf Aragonesisch Pero o Ceremonioso, auf Spanisch Pedro el Ceremonioso (* 5. September 1319 in Balaguer; † 6. Januar 1387 in Barcelona), war von 1336 bis 1387 König von Aragon, als Peter I. auch König von Sardinien und Herzog von Athen und Neopatria seit 1381.

## Leben
Peter IV. war der Sohn Alfons’ IV. und dessen Gemahlin Teresa d’Entença, Gräfin von Urgell. Er war eine Frühgeburt und zeit seines Lebens kränklich, aber energisch. Er folgte seinem Vater 1336 auf den Thron in Aragón.
Er entzog seiner Stiefmutter Eleonore von Kastilien und seinen Brüdern die ihnen von Alfons geschenkten großen Güter und entriss 1342–44 seinem Vetter Jakob III. das Königreich Mallorca, das er wieder mit Aragón vereinigte, konnte aber nach langem Kampf mit den Genuesen Sardinien nicht völlig erobern.
1348 unterwarf er in seinen Königreichen den aufständischen Adel, der sich einer weiblichen Thronfolgeregelung (Peter war bis 1350 ohne Söhne geblieben) widersetzte, und verstärkte die königliche Gewalt durch verschiedene Verwaltungsreformen. Später musste er allerdings die „Privilegio General“ von 1283 bestätigen, die er demonstrativ nach seinem Sieg auf den Cortes von Saragossa zerschnitten hatte („Dolchkönig“). Diese räumte den Vertretern der Stände mehr politische Macht ein.
1354 gründete Peter, ein Förderer von Wissenschaft und Künsten, die Universität von Huesca. Seinen Beinamen erhielt er durch die Einführung eines strengen Hofprotokolls.
Später unterstützte er Heinrich von Trastamara im Kampf gegen Peter den Grausamen von Kastilien (Krieg der beiden Peter), geriet aber daraufhin mit Heinrich selbst in Streit und musste 1375 im Frieden von Almazán auf seine kastilischen Eroberungen verzichten.
Krieg, Pest und Missernten hatten in Peters Regierungszeit die Staatsfinanzen zerrüttet, dazu kam der Bruch mit dem Thronfolger wegen Peters vierter Ehefrau, deren Familienmitglieder vermehrt politischen Einfluss gewannen.

## Nachkommen
Peter IV. war viermal verheiratet. Seine erste Ehe schloss er 1338 mit Maria (um 1326–1347), Tochter des Königs Philipp III. von Navarra, mit der er folgende Kinder hatte:
- Konstanze (1343–1363) ⚭ 1361 König Friedrich III. von Sizilien
- Johanna (1344–1385) ⚭ 1373 Johann von Aragon, Graf von Ampurias
- Maria (1345/6–1348)
- Peter (*/† 1347)

Nach Marias Tod heiratete er 1347 Eleonore (1328–1348), Tochter des Königs Alfons IV. von Portugal, die jedoch bereits im Folgejahr verstarb.
Im Jahr 1349 heiratete er Eleonore (1325–1375), Tochter des Königs Peter II. von Sizilien, mit der er folgende Kinder hatte:
- Johann I. (1350–1396), König von Aragón
- Martin I. (1356–1410), König von Aragón
- Eleonore (1358–1382) ⚭ 1375 König Johann I. von Kastilien – Diese Ehe begründete den Thronanspruch des kastilischen Infanten Ferdinand, des späteren Ferdinand I. von Aragonien, auf den aragonischen Thron 1410.
- Alfons (* 1362, † 1364)

Seine vierte und letzte Ehefrau wurde 1377 Sibilla († 1406), Tochter des Bernardo de Fortia, mit der er zwei Söhne und eine Tochter hatte:
- Alfons (* 1376; † jung), legitimiert 1377, Graf von Morella
- Peter (*/† 1379)
- Isabel (1380–1424) ⚭ 1407 Graf Jakob II. von Urgell